# Lijn M2 (Métro Léger de Charleroi)
Lijn M2 is een lightrail-lijn van de Métro Léger de Charleroi, in Anderlues, Fontaine-'l-Eveque en Charleroi. De lijn loopt van Anderlues (ten westen van Charleroi) naar Charleroi, rijdt een lus linksom rond het centrum en weer terug naar Anderlues. De lijn heeft dezelfde route als lijn M1, die de centrale ring echter in tegengestelde richting bedient.

## Uitvoering
De lijn loopt als klassieke streektramlijn van Anderlues naar het station Pétria in Fontaine-l'Eveque, deels in het midden van of in de berm van de weg. Van daar af loopt het als een metrolijn naar het stadscentrum van Charleroi. Bij station Palais komt de lijn op de centrale ring, en rijdt deze rechtsom. Tussen Tirou en Gare Centrale is de lijn weer uitgevoerd als tramlijn, met gelijkvloerse kruisingen. Vanaf Vilette is de lijn weer uitgevoerd als metrolijn, en vervolgt ze de centrale ring om vanaf Palais via Pétria terug te gaan naar Anderlues.
Lijn M2 bedient Palais in beide richtingen, waar M1 station Palais alleen vanuit Waterloo richting Piges bedient.

## Toegankelijkheid
Het lightrailnetwerk van Charleroi is slecht toegankelijk voor minder validen. Binnen in de Light Rail Véhicule-trams is een trede, alleen de rond 2023-2025 verbouwde stellen hebben bij één deur een rolstoelplank waardoor rolstoelgebruikers in kunnen stappen.
De meeste van de als metrohaltes gebouwde stations (Pétria en oostelijker) hebben een gelijkvloerse instap tot aan deze onderste trede, maar de stations die op een viaduct of in een tunnel zijn gebouwd, zijn vaak alleen toegang per (rol)trap. Alleen De Cartier, Palais en Parc zijn uitgerust met een lift. Damprémy is uitgerust met een gelijkvloerse toegang.
De als klassieke tramhaltes gebouwde stations ten westen van Pétria (behalve Monument) zijn in de periode 2018-2020 verbouwd en hebben een hoog perron met hellingbaan. Ook Gare Centrale is in 2024 verbouwd en bezit nu een hellingbaan.
De stations Monument, Tirou en Sambre hebben een instap op stoephoogte waarbij een vrij hoge instap ontstaat.
De stations Rue de la Station, Jonction, Route de Thuin, Surchiste, Coron du Berger, Pétria, Dampremy en Gare Centrale hebben perrons die met een hellingbaan te bereiken zijn. Alleen station

## Galerij

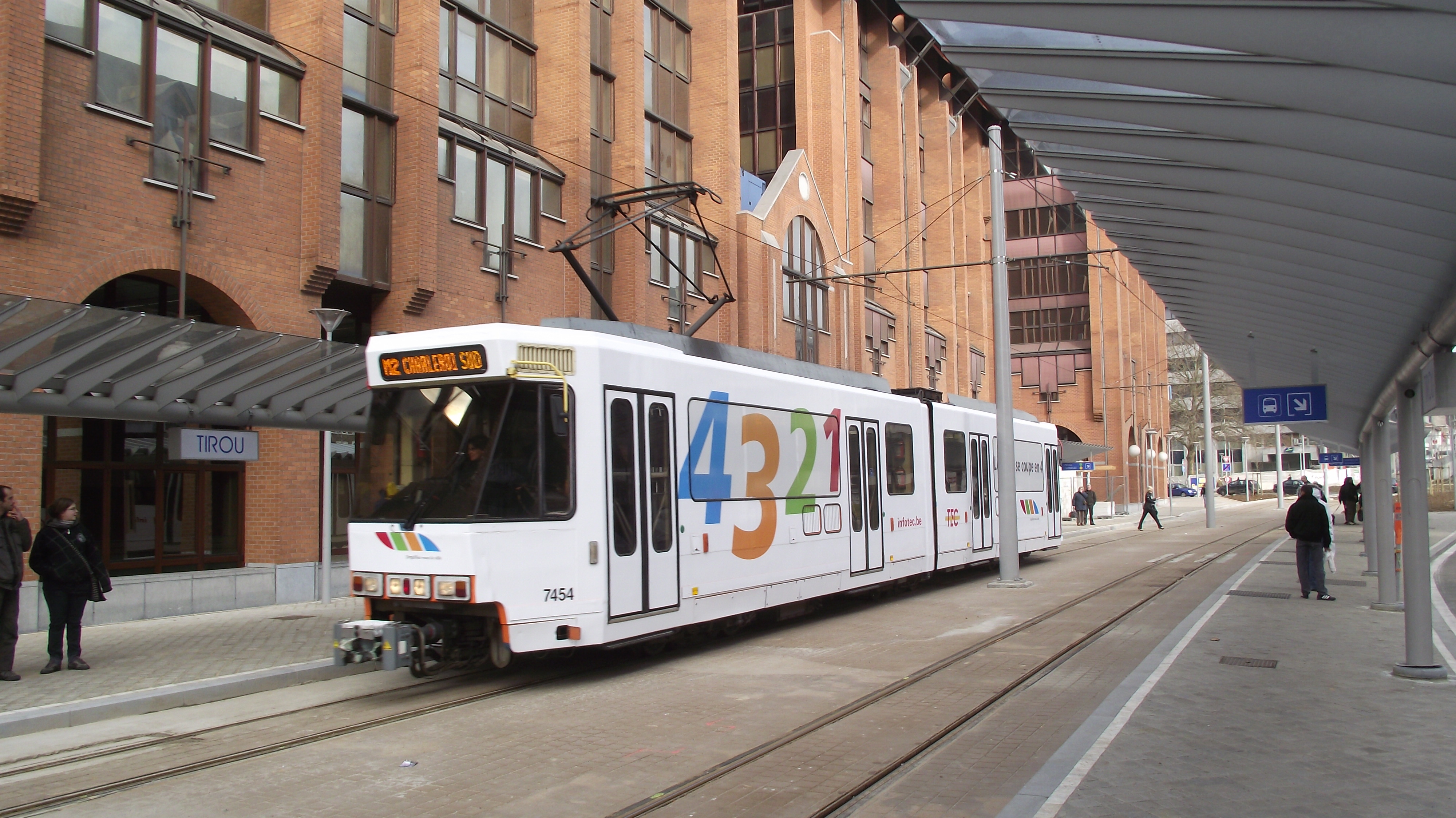
Halte Tirou op de centrale ring
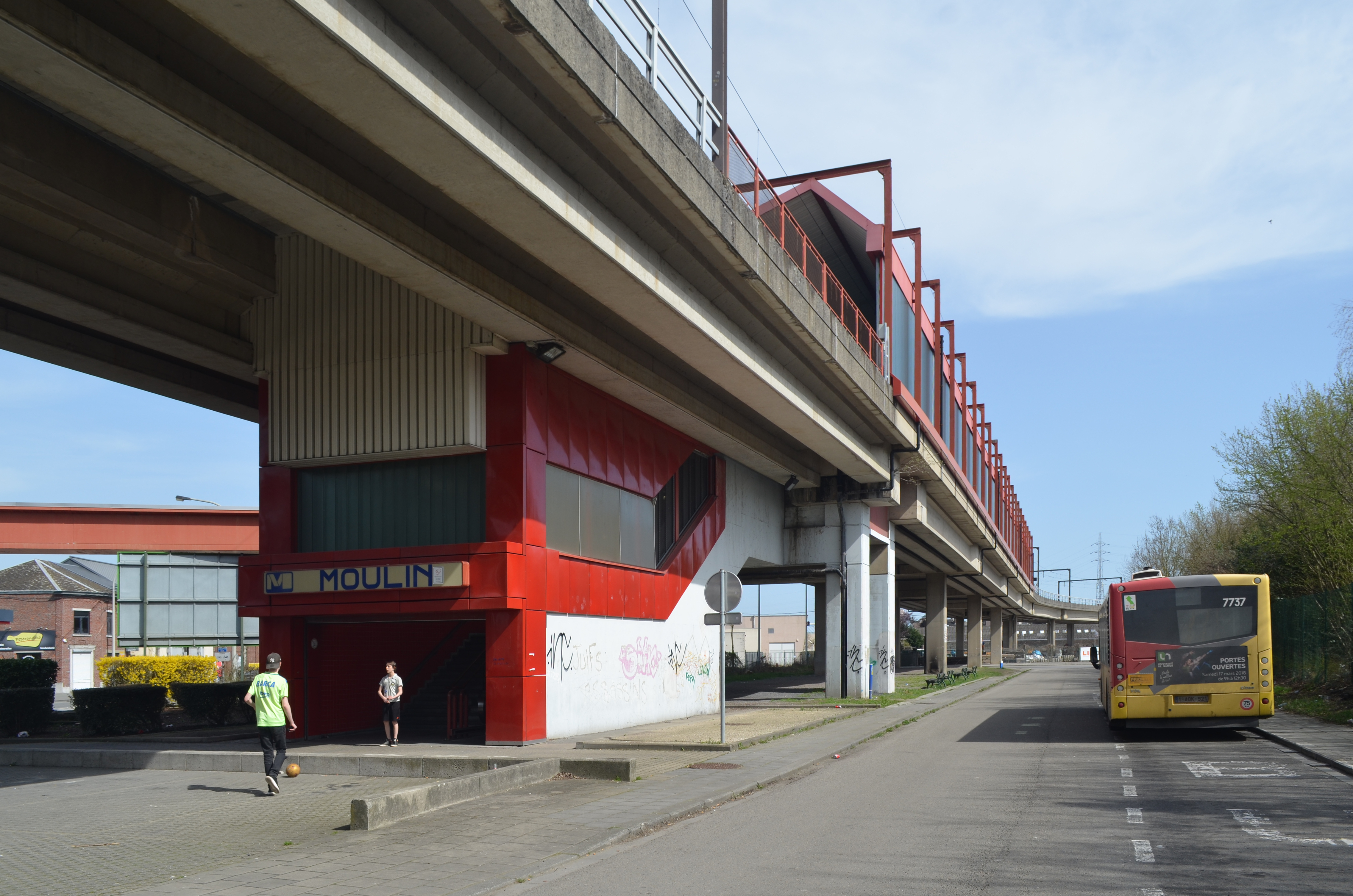
Station Moulin